# Аеродром Диселдорф
Међународни аеродром Диселдорф (IATA: DUS: ) је трећи аеродром по броју путника у Немачкој, после франкфуртског и минхенског. Аеродром Диселдорф се налази 9 km од средишта Диселдорфа и опслужује Рурску област.
На аеродром је смештена база ЛТУ Интернашонал и друга база Луфтханзе. Луфтханзини авиони имају око 270 летова дневно до 43 дестинације из или до Диселдорфа. Аеродром је такође и дестинација за 70 авио-компанија коју лете до 186 дестинација на сваком континенту осим Океаније. Око 700 авиона дневно полеће и слеће на аеродром.
Аеродром Диселдорф има полетно-слетне стазе за паркирање 107 авионА истовремено. Терминал може примити до 22 милиона путника годишње. Као и Аеродром Франкфурт, Аеродром Минхен и Аеродром Келн-Бон, Аеродром Диселдорф може да прими и највеће путничке авионе Ербас А380.
Аеродром има две полетно-слетне стазе дугачке 3.000 (05R/23L) и 2.700 (5L/23R) метара. Планира се продужење полетно-слетне стазе 05Р/23Л до 3.600 метара, међутим, управа града Ратингена, који се налази на коридору до полетно-слетне стазе, омета спровођење тих планова.

## Историја
Аеродром Диселдорф отворен је 19. априла 1927. након двогодишње изградње. Међутим, прва летелица који је слетела на аеродром Дизселдорф био је цепелин ЛЗ-III 1909. Године 1950. полетно-слетна стаза је продужена на 2.475 метара. Планирање изградње терминала са капацитетом од 1.400.000 путника започето је 1964. Године 1969. главни полетно-слетна стаза је продужена на 3.000 метара. Да би се смањило загађење, авио-компанији је забрањено слетање авиона у периоду ос 23.00 навече и 06.00 ујутро. Године 1973. отворени су нова централна зграда и терминал Б. Изградња железничке пруге између диселдорске Централне станица и аеродрома започета је 1975. Изградња терминала А завршена је 1977. Године 1986. кроз аеродром је прошло 8,22 милиона путника и у том периоду аеродром Диселдорф био је други аеродром по величини у Немачкој. Године 1986. отворен је и терминал Ц. Године 1992. кроз аеродром је прошло 12.300.000 путника; а саграђена је и друга полетно-слетна стаза у дужини од 2.700 метара. Године 1996. у пожару на крову терминала А погинуло је 17 путника. Године 1998. отворен је обновљени терминал А а аеродром је променио назив из „Аеродром Рајн-Рур“ у „Међународни аеродром Диселдорф“. У мају 2000. отворена је нова железничка станица, "Fernbahnhof Düsseldorf Flughafen", са капацитетом од 300 одлазака возова дневно. У тој години кроз аеродром је прошло 16.000.000 путника.
Дана 12. новембра 2006. први Ербас А380 је слетео на аеродром Диселдорф. У случају невремена на аеродрому Франкфурт, за слетање и полетање авиона Ербас А380 Луфтханза намерава да користи аеродром Диселдорф.

## Авио-компаније и дестинације

### Терминал А (Стар алајанс/Луфтханза партнери)
- Кондор (Анталија, Арециф, Берген, Даламан, Ибиза, Измир, Херез де ла Фронтера, Керкира, Киркенес, Лас Палмас, Линц, Махон, Малага, Палма, Родос, Санта Круз, Санторини, Тенерифе-југ, Чанија, Фарска острва, Фуертевентура, Фунчал, Ираклион, Хургада) + Терминал Б
- Кроација ерлајнс (Дубровник, Загреб)
- ЛОТ Полиш ерлајнс (Варшава)
- Луфтханса (Базел, Барселона, Београд-Никола Тесла, Берлин-Тегел, Беч, Билбао, Бирмингем, Букурешт-Отопени, Будимпешта, Валенсија, Дрезден, Женева, Гетеборг-Ландветер, Катовице, Кијев-Бориспил, Лајпциг/Хал, Лион, Лондон-Сити, Лондон-Хитроу, Мадрид, Малага, Манчестер, Марсељ, Милан-Малпенса, Минхен, Москва-Шереметјево, Нирнберг, Ница, Њукасл, Палма, Париз-Шарл де Гол, Праг, Рим-Фјумичино, Софија, Стокхолм-Арланда, Франкфурт, Хамбург, Штутгарт)
  - Луфтханза операција управља Прајватер (Њуарк, Чикаго)
  - Луфтханза Риџенал операција управља Јуровингс (Беч, Варшава, Вестерланд/Силт, Тулуз, Торино)
  - Луфтханза Риџенал операција управља Луфтханса СитиЛајн (Беч, Варшава, Цирих)
- Остријан ерлајнс (Беч)
  - Остријан ароуз (Беч, Грац, Линц, Салцбург)
- Свис Интернашонал ерлајнс (Цирих)
  - Свис јуропијан ерлајнс (Цирих)
- Скандинејвијан ерлајнс систем (Гетеборг, Копенхаген, Осло, Стокхолм-Арланда)
- Џерманвингс (Берлин-Шонефелд)

## Терминал Б
- Аерофлот (Москва-Шереметјево)
- Алиталија
  - операција управља Алиталија експрес (Милано-Малпенса)
- Блу вингс (Адана, Анкара, Анталија, Газијантеп, Истанбул-Ататурк, Измир, Кајсери, Малатија, Самсун, Техеран-Мехрабад)
- Бритиш ервејз (Лондон-Хитроу)
  - операција управља Сан ер ов Скандинејвија (Билунд)
- Делта ерлајнс (Атланта)
- Ејгијан ерлајнс (Атина, Ираклион, Солун)
- Емирати (Дубаи)
- Ер Балтик (Вилњус, Рига)
- Ер Берлин (Аликанте, Анталија, Аресиф, Барселона, Берлин-Тегел, Беч, Вестерланд, Дрезден, Дубровник, Ибиза, Ираклион, Лас Палмас, Лондон-Станстед, Луксор, Малага, Махон, Милан-Бергамо, Минхен, Москва-Домодедово, Нирнберг, Ница, Палма де Мајорка, Париз-Орли, Римини, Рим-Фјумичино, Родос, Самос, Солун, Сплит, Тенерифе-југ, Тиват, Хамбург, Хелсинки, Хургада, Цирих)
- Ер Лингус (Даблин)
- Ер Франс (Париз-Шарл де Гол)
  - операција управља Брит ер (Лион)
- Иберија ерлајнс (Мадрид)
- Интер ерлајнс (Анталија)
- Ер Србија (Београд-Никола Тесла)
- КЛМ Ројал Дач ерлајнс
  - операција управља КЛМ Ситихопер (Амстердам)
- Корендон ерлајнс (Анталија, Истанбул-Сабиха Гокчен)
- MAT Македонски авио транспорт (Охрид, Скопље)
- Норвешки ер шатл (Осло)
- Нордвест ерлајнс (Детроит)
- Олимпик ерлајнс (Атина, Солун)
- Пегасус ерлајнс (Адана, Анталија, Бодрум, Газијантеп, Истанбул, Измир, Кајсери, Самсун, Трабзон)
- Ројал ер Марок (Казабланка, Надор)
- Росија (Москва-Внуково, Санкт Петербург)
- Скај ерлајнс (Анталија)
- Тунисер (Монастир, Тунис, Џерба)
- Теркиш ерлајнс (Адана, Анкара, Анталија, Измир, Истанбул-Ататурк, Кајсери, Самсун, Трабзон)
- Флајбе (Бирмингем, Манчестер, Саутемптон)
- Финер (Хелсинки)
- ЧСА (Праг)
- Џет2.com (Лидс)

## Терминал Ц
- Африкан сафари ервејз (Момбаса, Цирих)
- Ер Малта (Малта)
- Антрак ер
  - Антрак ер операција управља ЛТУ Интернашонал (Акра)
- Египат ер (Каиро)
- Карпатер (Темишвар)
- ЛТУ Интернашонал (Агадир, Адана, Аликанте, Алмерија, Анкара, Анталија, Арециф, Атина, Бангкок-Суварнабуми, Бејрут, Берлин-Шонефелд, Бодрум, Бриндиси, Валенција, Ванкувер, Варадеро, Виндхоек, Даламан, Дубровник, Закинтхос, Ираклион, Холгуин, Хургада, Ибиза, Истанбул-Ататурк, Измир, Кавала, Каглиари, Калгари, Канкун, Каракас, Катаниа, Карпатос, Кејптаун, Коломбо, Кос, Крф, Ла Романа, Лас Вегас, Лас Палма, Лисабон, Лос Анђелес, Луксор, Мадрид, Малага, Мале, Махон, Мијами, Миконос, Митилини, Момбаса, Монастир, Монтего Беј, Напуљ, Њујорк-ЏФК, Палма де Мајорка, Приштина, Пуерто Плата, Пунта Кана, Рејкјавик-Клефлавик, Родос, Самос, Санта Цруз, Сплит, Тенериф-Север, Тенериф-Југ, Солун, Тиват, Торонто, Трабзон, Фаро, Форт Мајерс, Фуертевентура, Фунчал, Хавана, Џедах, Џерба)
  - ЛТУ операција управља ВДЛ Авијација (Лисабон, Рим-Фијумичино)
- Луфтфахртгеселшафт Валтер (Ерфурт)
- Махан ер (Техран-Имам Кхомеини, Бангкок-Суварнабуми, Делхи)
- Нувелер (Монастир)
- Онур ер (Адана, Анкара, Истанбул-Ататурк, Измир, Кајсери)
- С7 ерлајнс (Москва-Домодедово)
- СанЕкспрес (Анталија, Бодрум, Измир)
- ТУИфлај (Агадир, Анталија, Арециф, Бодрум, Калви, Катанија, Чанија, Даламан, Џерба, Фаро, Фуертевентура, Фунчал, Ираклион, Хургада, Јерез де ла Фронтера, Кос, Ламезија, Лас Палма, Леипциг, Махон, Малага, Монастир, Олбија, Палма де Мајорка, Патрас, Родос, Салоу, Санторини, Тенериф-Југ, Солун, Венеција)
- Футура Интернашонал ервејз (Феутевентура)
- Хамбург Интернашонал (Палма де Мајорка)

## Карго
- Атлас ер (Дубаи, Шарџах)
- Волга-Днепр
- Евергрин Интернашонал ерлајнс(Шарџах)
- Емирати СкајКарго (Дубаи)
- Полар ер Карго